# Flintbek

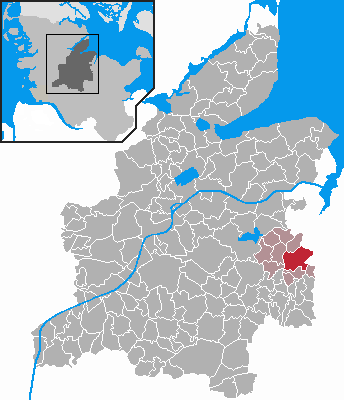
Situation de la commune dans l'arrondissement

Flintbek est une commune d'Allemagne située dans l'arrondissement de Rendsburg-Eckernförde (Schleswig-Holstein).

## Géographie
Flintbek se situe à environ 13 km au sud-ouest de la ville de Kiel.

## Histoire
Flintbek est mentionné pour la première fois dans un document officiel en 1220.

## Personnalités liées à la ville
- Eduard Alberti (1827-1898), historien mort à Voorde.

## Jumelages
- Romano d'Ezzelino (Italie) depuis 1985